# Afghaanse hockeyploeg (mannen)
De Afghaanse hockeyploeg voor mannen is de nationale ploeg die Afghanistan vertegenwoordigt tijdens interlands in het hockey.
Het team kon zich driemaal kwalificeren voor het Olympisch hockeytoernooi. Hun beste resultaat behaalden ze in 1948 op de Olympische Spelen in Londen waar ze als vijfde eindigden.

## Erelijst
| Jaar | Champions Trophy | Aziatisch kampioenschap | Olympische Spelen     | Wereldkampioenschap | Hockey World League Hockey Pro League |
| ---- | ---------------- | ----------------------- | --------------------- | ------------------- | ------------------------------------- |
| 1908 |                  |                         | geen deelname         |                     |                                       |
| 1920 |                  |                         | geen deelname         |                     |                                       |
| 1928 |                  |                         | geen deelname         |                     |                                       |
| 1932 |                  |                         | geen deelname         |                     |                                       |
| 1936 |                  |                         | 6e OS 1936 Berlijn    |                     |                                       |
| 1948 |                  |                         | 5e OS 1948 Londen     |                     |                                       |
| 1952 |                  |                         | geen deelname         |                     |                                       |
| 1956 |                  |                         | 11e OS 1956 Melbourne |                     |                                       |
| 1960 |                  |                         | geen deelname         |                     |                                       |
| 1964 |                  |                         | geen deelname         |                     |                                       |
| 1968 |                  |                         | geen deelname         |                     |                                       |
| 1970 |                  |                         |                       |                     |                                       |
| 1971 |                  |                         |                       | geen deelname       |                                       |
| 1972 |                  |                         | geen deelname         |                     |                                       |
| 1973 |                  |                         |                       | geen deelname       |                                       |
| 1974 |                  |                         |                       |                     |                                       |
| 1975 |                  |                         |                       | geen deelname       |                                       |
| 1976 |                  |                         | geen deelname         |                     |                                       |
| 1978 | geen deelname    |                         |                       | geen deelname       |                                       |
| 1980 | geen deelname    |                         | geen deelname         |                     |                                       |
| 1981 | geen deelname    |                         |                       |                     |                                       |
| 1982 | geen deelname    | geen deelname           |                       | geen deelname       |                                       |
| 1983 | geen deelname    |                         |                       |                     |                                       |
| 1984 | geen deelname    |                         | geen deelname         |                     |                                       |
| 1985 | geen deelname    | geen deelname           |                       |                     |                                       |
| 1986 | geen deelname    |                         |                       | geen deelname       |                                       |
| 1987 | geen deelname    |                         |                       |                     |                                       |
| 1988 | geen deelname    |                         | geen deelname         |                     |                                       |
| 1989 | geen deelname    | geen deelname           |                       |                     |                                       |
| 1990 | geen deelname    |                         |                       | geen deelname       |                                       |
| 1991 | geen deelname    |                         |                       |                     |                                       |
| 1992 | geen deelname    |                         | geen deelname         |                     |                                       |
| 1993 | geen deelname    | geen deelname           |                       |                     |                                       |
| 1994 | geen deelname    |                         |                       | geen deelname       |                                       |
| 1995 | geen deelname    |                         |                       |                     |                                       |
| 1996 | geen deelname    |                         | geen deelname         |                     |                                       |
| 1997 | geen deelname    |                         |                       |                     |                                       |
| 1998 | geen deelname    |                         |                       | geen deelname       |                                       |
| 1999 | geen deelname    | geen deelname           |                       |                     |                                       |
| 2000 | geen deelname    |                         | geen deelname         |                     |                                       |
| 2001 | geen deelname    |                         |                       |                     |                                       |
| 2002 | geen deelname    |                         |                       | geen deelname       |                                       |
| 2003 | geen deelname    | geen deelname           |                       |                     |                                       |
| 2004 | geen deelname    |                         | geen deelname         |                     |                                       |
| 2005 | geen deelname    |                         |                       |                     |                                       |
| 2006 | geen deelname    |                         |                       | geen deelname       |                                       |
| 2007 | geen deelname    | geen deelname           |                       |                     |                                       |
| 2008 | geen deelname    |                         | geen deelname         |                     |                                       |
| 2009 | geen deelname    | geen deelname           |                       |                     |                                       |
| 2010 | geen deelname    |                         |                       | geen deelname       |                                       |
| 2011 | geen deelname    |                         |                       |                     |                                       |
| 2012 | geen deelname    |                         | geen deelname         |                     |                                       |
| 2013 |                  | geen deelname           |                       |                     | geen deelname                         |
| 2014 | geen deelname    |                         |                       | geen deelname       |                                       |
| 2015 |                  |                         |                       |                     | geen deelname                         |
| 2016 | geen deelname    |                         | geen deelname         |                     |                                       |
| 2017 |                  | geen deelname           |                       |                     | geen deelname                         |
| 2018 | geen deelname    |                         |                       | geen deelname       |                                       |
| 2019 |                  |                         |                       |                     | geen deelname                         |
| 2021 |                  |                         | geen deelname         |                     | geen deelname                         |
| 2022 |                  | geen deelname           |                       |                     | geen deelname                         |
| 2023 |                  |                         |                       | geen deelname       | geen deelname                         |
| 2024 |                  |                         | geen deelname         |                     | geen deelname                         |